# دی ریتسکوف
دی ریتسکوف (به هلندی: De Rietschoof) یک منطقهٔ مسکونی در هلند است که در زالت‌بومل واقع شده‌است. دی ریتسکوف ۱۲۰ نفر جمعیت دارد.